# Populonia difformis
Populonia difformis är en insektsart som beskrevs av Jacobi 1910. Populonia difformis ingår i släktet Populonia och familjen Caliscelidae. Inga underarter finns listade i Catalogue of Life.